# Granit rapakiwi

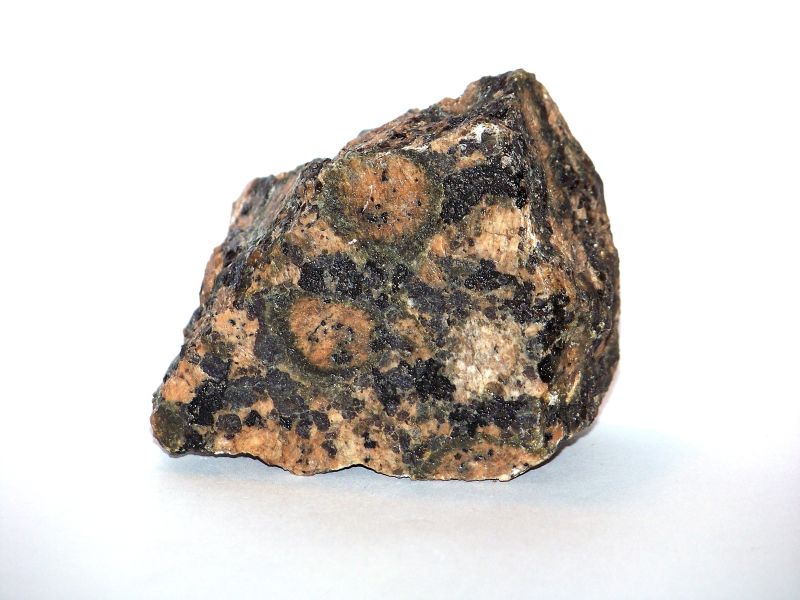
Granit Rapakivi

Granit rapakiwi (fiń. rapakivi – zgniły kamień) – regionalna nazwa dla granitoidów pochodzących z Finlandii. Skała magmowa głębinowa, barwy czerwono-brunatnej, o teksturze nierównoziarnistej, jawnokrystalicznej niekiedy zbliżonej do porfirowej.
Składa się z dużych czerwonych lub różowoczerwonych kryształów skaleni potasowych, otoczonych zielonkawą obwódką oligoklazu oraz poprzerastanych wrostkami kwarcu, hornblendy i biotytu. Łatwo podlega procesom wietrzenia. Został opisany w 1891 roku przez fińskiego petrologa Jakoba J. Sederholma.
Granit rapakiwi występuje w największych ilościach w południowo-zachodniej Finlandii, można go też znaleźć w Szwecji, północno-zachodniej Rosji oraz na Wyspach Alandzkich. W Polsce występuje w postaci silnie zwietrzałych głazów narzutowych przywleczonych przez lodowce w okresie plejstocenu.
Wykorzystywano go w średniowieczu na Wyspach Alandzkich do budowy kościołów.